# Lista de pinturas de Antonio Ferrigno
Esta é uma lista de pinturas de Antonio Ferrigno.
Antônio Ferrigno nasceu na comuna de Salerno, Itália, em 1863 e faleceu na mesma em 1940. Aos 19 anos, matricula-se na Accademia di Belle Arti di Napoli (Academia de Belas Artes de Nápoles).

## Lista de pinturas
| Imagem | Título                                                    | Data                 | Material            | Coleção                                            | Versão audível |
| ------ | --------------------------------------------------------- | -------------------- | ------------------- | -------------------------------------------------- | -------------- |
|        | Ressaca de Santos                                         |                      | tinta a óleo tela   |                                                    |                |
|        | O Café para a Estação                                     | 1903                 | tinta a óleo tela   |                                                    |                |
|        | O terreiro, Fazenda Santa Gertrudes - Araras, SP          | 1903                 | tinta a óleo tela   |                                                    |                |
|        | Rua 25 de Março, SP                                       | 1894                 | tinta a óleo tela   |                                                    |                |
|        | São Paulo (Rio Tamanduateí)                               | 1894                 | tinta a óleo tela   |                                                    |                |
|        | Ladeira Porto Geral                                       | 1894                 | tinta a óleo tela   |                                                    |                |
|        | Florada, Fazenda Santa Gertrudes - Araras, SP             | 1903                 | tinta a óleo tela   |                                                    |                |
|        | Estação Barra Funda - São Paulo, SP                       | 1 de janeiro de 1500 | tinta a óleo painel |                                                    |                |
|        | Ensacamento do café, Fazenda Santa Gertrudes - Araras, SP | 1903                 | tinta a óleo tela   |                                                    |                |
|        | A colheita, Fazenda Santa Gertrudes - Araras, SP          | 1903                 | tinta a óleo tela   |                                                    |                |
|        | Bullock cart on the road                                  | 1 de janeiro de 1900 | tinta a óleo tela   | No/unknown value                                   |                |
|        | Café                                                      | 1903                 | tinta a óleo        | Coleção Museu Paulista                             |                |
|        | O Beneficiamento                                          | 1903                 | tinta a óleo        | Coleção Museu Paulista                             |                |
|        | O Lavadouro                                               | 1903                 | tinta a óleo        | Coleção Museu Paulista                             |                |
|        | A colheita                                                | 1903                 | tinta a óleo        | Coleção Museu Paulista                             |                |
|        | A Florada                                                 | 1903                 | tinta a óleo tela   | Coleção Museu Paulista                             |                |
|        | O Terreiro                                                | 1903                 | tinta a óleo        | Coleção Museu Paulista                             |                |
|        | Polícia acampada em Caraguatatuba                         | 1893                 | tinta a óleo tela   | Museu de Arte Brasileira (Fundação Pierre Chalita) |                |
|        | Lavadouro, Fazenda Santa Gertrudes - Araras, SP           | 1903                 | tinta a óleo tela   | Museu do Ipiranga                                  |                |
|        | Multada quitandeira                                       | 1 de janeiro de 1500 | tinta a óleo tela   | Pinacoteca de São Paulo                            |                |
|        | Rua 25 de março                                           | 1894                 | tinta a óleo painel | Pinacoteca de São Paulo                            |                |
|        | Rua 25 de março                                           | 1894                 |                     | Q59247460                                          |                |
|        | Mulata Quitandeira                                        |                      | tinta a óleo        | Q59247460                                          |                |